# Bangalore
Bengaluru
Cette page contient des caractères d'alphasyllabaires indiens. En cas de problème, consultez Aide:Unicode.
Pour les articles homonymes, voir Bangalore (homonymie).

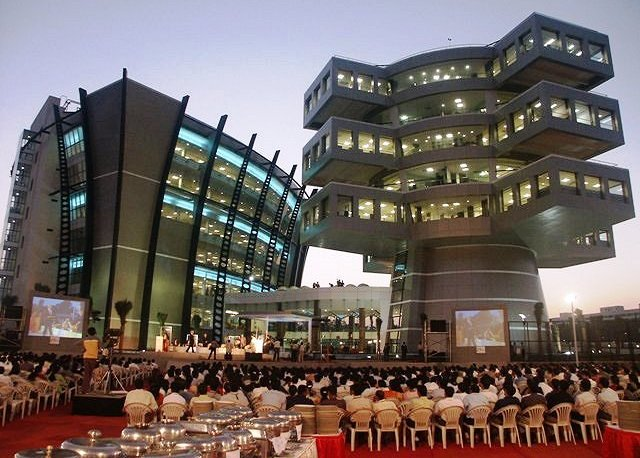
Un immeuble de bureaux

Bangalore ou Bengaluru (en kannada : ಬೆಂಗಳೂರು, Bengaḷūru, /ˈbeŋgɐɭuːɾu/) est une ville du Sud de l'Inde et la capitale de l'État du Karnataka.

## Étymologie
Le toponyme Bangalore est la version anglicisée de Bengaḷūru, le nom de la ville en kannada.
La plus ancienne référence au nom Bengaḷūru est une inscription gravée dans une vīra gallu du Xe siècle (ವೀರಗಲ್ಲು, littéralement une « pierre du héros » vantant les mérites d'un guerrier). Dans cette inscription retrouvée à Begur, Bengaluru est décrite comme l'emplacement d'une bataille ayant eu lieu en 890. Cet endroit faisait alors partie de la dynastie des Ganga de l'ouest jusqu'en 1004 et s'appelait Bengaval-uru, la Ville des Gardes en kannada ancien,.
Une anecdote apocryphe, bien que populaire, raconte que Veera Ballala II, roi Hoysala du XIe siècle se perdit dans la forêt lors d'une partie de chasse. Fatigué et affamé, il rencontra une vieille femme qui lui servit des haricots bouillis. Reconnaissant, le Roi nomma cet endroit benda-kaal-uru (ಬೆಂದಕಾಳೂರು, littéralement, « la ville des haricots bouillis »), devenu au fil du temps Bengalūru.

## Géographie
La ville de Bangalore se situe dans le Sud-Est de l'État dravidien du Karnataka. Elle se trouve sur le plateau du Deccan d'âge précambrien et plus précisément au centre du plateau de Mysore. Les coordonnées terrestres de la ville sont 12° 58′ 12″ de latitude nord et 77° 33′ 36″ de longitude est. Elle se trouve de ce fait à une latitude comparable à celle de Bamako (la capitale du Mali) en Afrique ou de Managua (la capitale du Nicaragua) en Amérique. La superficie de la ville est de 741 km2. Le relief y est plat si l'on excepte une crête qui suit un axe NNE-SSO. Cette crête culmine à 962 m et représente le point le plus élevé de Bangalore. Aucun cours d'eau d'importance significative ne traverse la cité. La ville dispose cependant de nombreux réservoirs permettant de l'alimenter en eau notamment en été durant la saison sèche lorsque les besoins en eau sont les plus importants.
La végétation primaire est constituée majoritairement d'arbres à feuilles caduques et dans une moindre mesure de cocotiers. Dans la région de Bangalore la roche en sous-sol est constituée par une association de granites, de gneiss et de migmatites tandis que le sol est soit de la latérite rouge soit du loam argileux. La ville se trouve dans une zone de risque sismique faible puisqu'il est de niveau 2 sur une échelle qui en compte 5. Cependant la ville a connu des tremblements de terre pouvant atteindre la magnitude 4,5.

### Climat
Bangalore bénéficie d'un climat tropical de mousson avec une saison des pluies bien marquée. La ville jouit d'un climat moins étouffant que la majeure partie des villes indiennes en raison de son altitude assez élevée. Cependant des vagues de forte chaleur ne sont pas à exclure. Le mois le plus froid est décembre avec une température moyenne de 18,7 °C et le mois le plus chaud celui d'avril avec une température moyenne de 28,0 °C. La température la plus haute enregistrée est de 38,9 °C tandis que la plus basse est de 7,8 °C (janvier 1884). La ville est exposée à la fois à la mousson du sud-ouest et à celle du nord-ouest et le mois le plus arrosé est septembre avec un maximum de hauteur de pluie de 244 mm. Le record de précipitations reçues en 24 heures est de 179 mm en date du 1er octobre 1997.
| Mois                              | jan. | fév. | mars | avril | mai  | juin | jui. | août | sep. | oct. | nov. | déc. | année |
| --------------------------------- | ---- | ---- | ---- | ----- | ---- | ---- | ---- | ---- | ---- | ---- | ---- | ---- | ----- |
| Température minimale moyenne (°C) | 15,1 | 17   | 19,5 | 21,8  | 21,4 | 20,1 | 19,7 | 19,5 | 19,6 | 19,3 | 17,5 | 16   | 18,9  |
| Température moyenne (°C)          | 21,3 | 23,6 | 26,1 | 28    | 27,4 | 24,6 | 23,9 | 23,5 | 26,9 | 25   | 22   | 18,7 | 24,1  |
| Température maximale moyenne (°C) | 27,3 | 30,1 | 32,7 | 34,2  | 33,2 | 29,2 | 28,1 | 27,4 | 28,2 | 28   | 27   | 26,2 | 29,3  |
| Précipitations (mm)               | 1    | 7    | 16   | 32    | 104  | 78   | 106  | 119  | 244  | 127  | 52   | 19   | 905   |

## Environnement
Les grandes firmes de l’informatique qu'abrite la ville produisent 20 000 tonnes de déchets électroniques par an. La très grande majorité de ces déchets sont traités par le secteur informel. Les circuits électroniques sont brûlés à l’air libre et les substances dangereuses utilisées pour nettoyer les métaux récupérés sont à l’origine de problèmes respiratoires et de maladies graves qui touchent principalement les travailleurs des échoppes de recyclage informel.
Selon les estimations du gouvernement, Bengaluru devrait commencer à manquer d'eau souterraine dès 2020.
En 2024, à la suite d'un déficit de mousson, les nappes phréatiques de Bangalore sont épuisées et les habitants font face à des pénuries d'eau. Les experts pointent aussi le modèle de développement incontrôlé de la ville. La région comprenait 280 lacs au XXe siècle, contre une dizaine seulement de nos jours.

## Histoire
Elle fut construite autour d'un fort bâti en 1537, sur le site de Bengaluru Pete (en), par Kempe Gowda I (en) (1510-1569), chef de tribu au royaume de Vijayanagara. Après de nombreux combats, destructions, reconstructions, la ville est relevée par Haidar Alî (1720-1782) puis Tipû Sâhib (1750-1799), du royaume de Mysore (1577-1950).
Après les quatre guerres de Mysore (1767-1792), l'État de Mysore, quoiqu'allié aux Français, est placé sous domination britannique.
La ville de Bangalore devint un des sièges de l'administration britannique de 1831 à 1881, date à laquelle elle fut rendue au maharaja de Mysore.
Bangalore est historiquement une ville de garnison militaire durant le Raj de la Compagnie britannique des Indes orientales en Inde (1757-1858), puis du Raj britannique (1858-1947), préféré alors à Mysore et à Madras pour sa faible population. À la suite de cette implantation militaire, des usines d'armements sont construites dans la ville puis une première usine aéronautique s'implante à Bangalore. En parallèle se développe également une activité textile.
En 1951, peu de temps après l'indépendance de l'Inde, Bangalore a une population de 800 000 habitants. Les années suivantes Bangalore devient petit à petit un pôle industriel lié à l'aéronautique, à l'industrie militaire, aux télécommunications et aux machines-outils. À partir de 1956, Bangalore est la capitale de l'État du Karnataka, État nouvellement créé.
Dans les années 1990, Bangalore devient le pôle indien le plus important dans les technologies de l'information, avec une montée en gamme importante.
L'agglomération de Bangalore compte plus de 8,5 millions d'habitants au recensement de 2011.

## Pôle économique et scientifique mondial
Bangalore est devenue un centre universitaire, scientifique (l'Indian Institute of Science, une des écoles les plus réputées du pays compte 2 000 chercheurs) et économique considérable. L'agglomération est considérée comme la « Silicon Valley » indienne et l'exemple d'un pôle de compétence d'importance mondiale.
La ville a axé son développement sur les nouvelles technologies, particulièrement la sous-traitance dans les domaines :
- des logiciels informatiques,
- de la biochimie (fabrication de molécules pharmaceutiques...)
- de l'aérospatiale.

De très nombreuses entreprises technologiques du monde entier y ont installé des unités de recherche, de services (centres d'appel) et de conception / production.
Étaient installés, entre autres, en 2006 : Google, Microsoft, Yahoo, Amazon, IBM, Axa, Business Objects, HP, Manjushree Technopack, Accenture, Logica, Capgemini, 2moro, Adobe, Schneider Electric et Goldman Sachs, Steria (à la suite de l'intégration des effectifs du britannique Xansa en 2007).
Cela coexiste avec des industries plus classiques (textile) mais ayant investi dans des équipements de pointe pour rivaliser avec les concurrents asiatiques à bas coûts.
Au Sud-Est de Bangalore se trouve un important technopole : Electronics City.

## Jumelage
- Minsk (Biélorussie)
- San Francisco (États-Unis)
- Cleveland (États-Unis)
- Kharkiv (Ukraine)

## Urbanisme
La ville était considérée comme la « cité-jardin » de l'Inde, compte tenu de ses nombreux parcs. Toutefois, ses infrastructures suivent difficilement son développement économique et n'empêchent pas une grande pollution.
Fin mai 2008, le nouvel aéroport international de Bangalore (code AITA : BLR) a ouvert ses pistes au trafic aérien, après que le projet eut connu des retards successifs. Il remplace l'aéroport HAL comme aéroport international.
En 2020, la ville possédait 2 lignes de métro.
Bangalore comprend plus d'une quarantaine de gratte-ciel construits essentiellement depuis 2010, le plus ancien remontant à 1973.

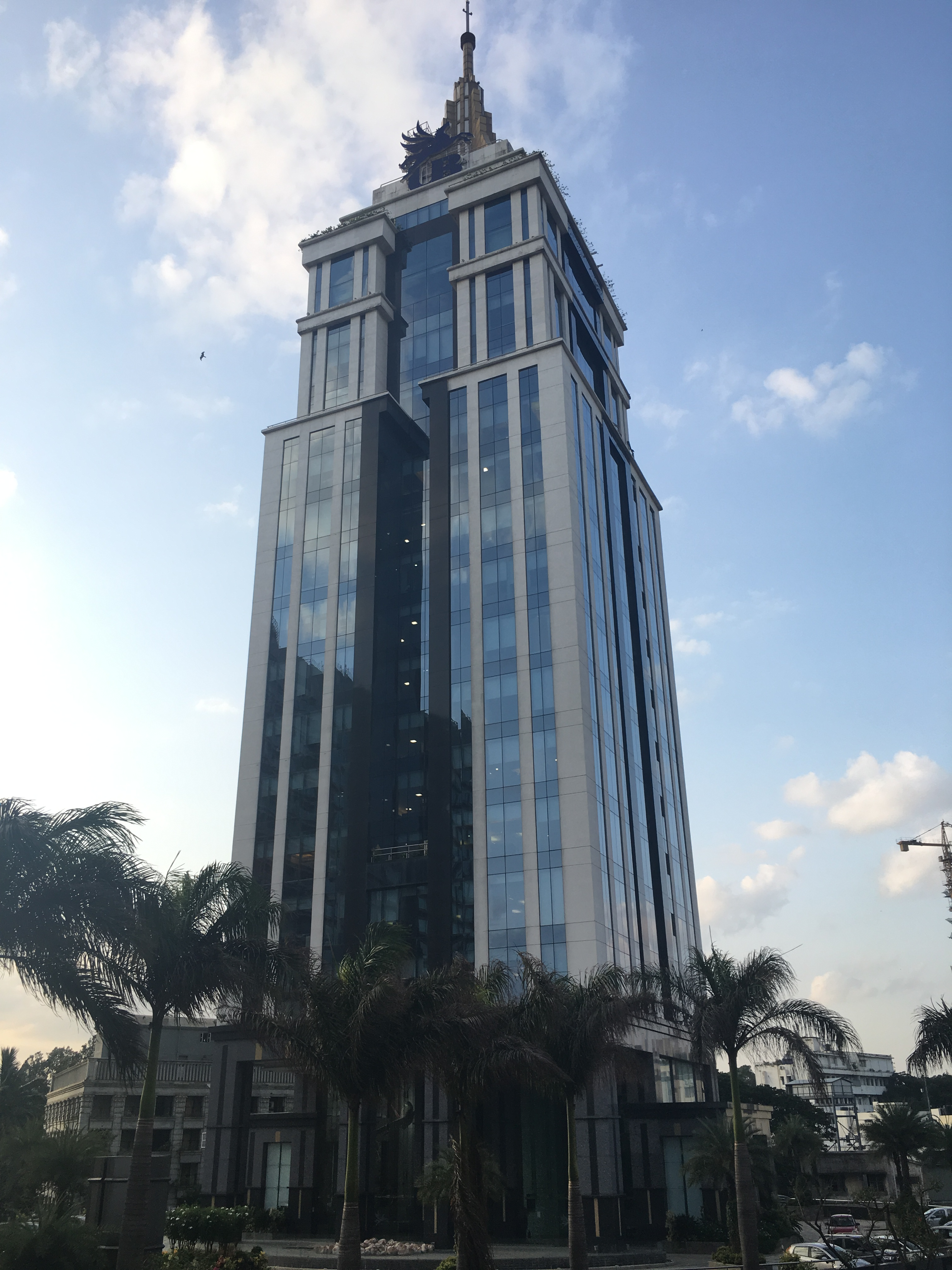
UB Tower.

## Lieux touristiques, monuments
- M.G Road : (pour Mahatma Gandhi road), une des rues principales, possède de nombreux magasins et restaurants.
- Bull Temple :  temple hindou situé au sud de la ville. Les non-hindous sont admis.
- Lalbagh Botanical Garden
- Cubbon Park
- Bangalore Palace
- Nandi Hills
- City Market : grand marché dont une partie, couverte, est un marché aux fleurs.
- Palais d'été de Tipû Sâhib.
- Fort de Bangalore

## Sports
La ville possède le M. Chinnaswamy Stadium (en) ; ce stade de cricket est le siège de la National Cricket Academy (en) et a été utilisé lors des Coupes du monde de cricket 1987, 1996 et 2011.
Les Royal Challengers Bangalore sont basés à Bangalore ; ce club de cricket évolue en Indian Premier League. La ville a également accueilli des matches de la Coupe du monde Unity en 2014.
La ville accueille tous les ans l'Open de tennis de Bangalore.

## Personnalités liées à la commune
- Shakuntala Devi, calculatrice prodige, née à Bangalore en 1929.
- Gauri Lankesh, journaliste assassinée.
- H.V. Sheshadri, auteur et activiste social.
- Anita Nair, écrivaine.
- Kiran Rao, productrice de films.
- Maya Rao, danseuse, chorégraphe et pédagogue.
- Madhu Nataraj, danseuse, chorégraphe et pédagogue.
- Anuradha TK (née en 1961), scientifique indienne.
- Jasmeen Patheja, artiste et militante des droits humains.
- Devika Rani, actrice des années 1930-1940.
- Ernest John Revell, directeur du département de la civilisation du Proche et du Moyen-Orient à l'université de Toronto, expert en hébreu biblique (1934-2017), né à Bangalore.
- Ramalinga Reddy, homme politique indien.
- Sarah Merciam Mathews, auteure et romancière indo-américaine.

## Galerie

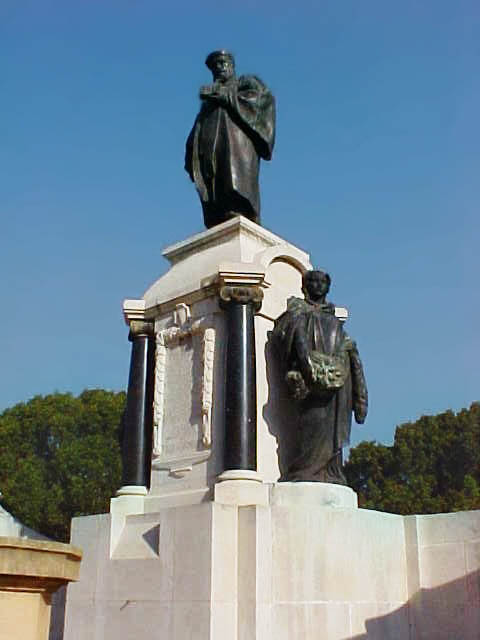
Statue de Jamsetji Tata, fondateur de l'Indian Institute of Science.
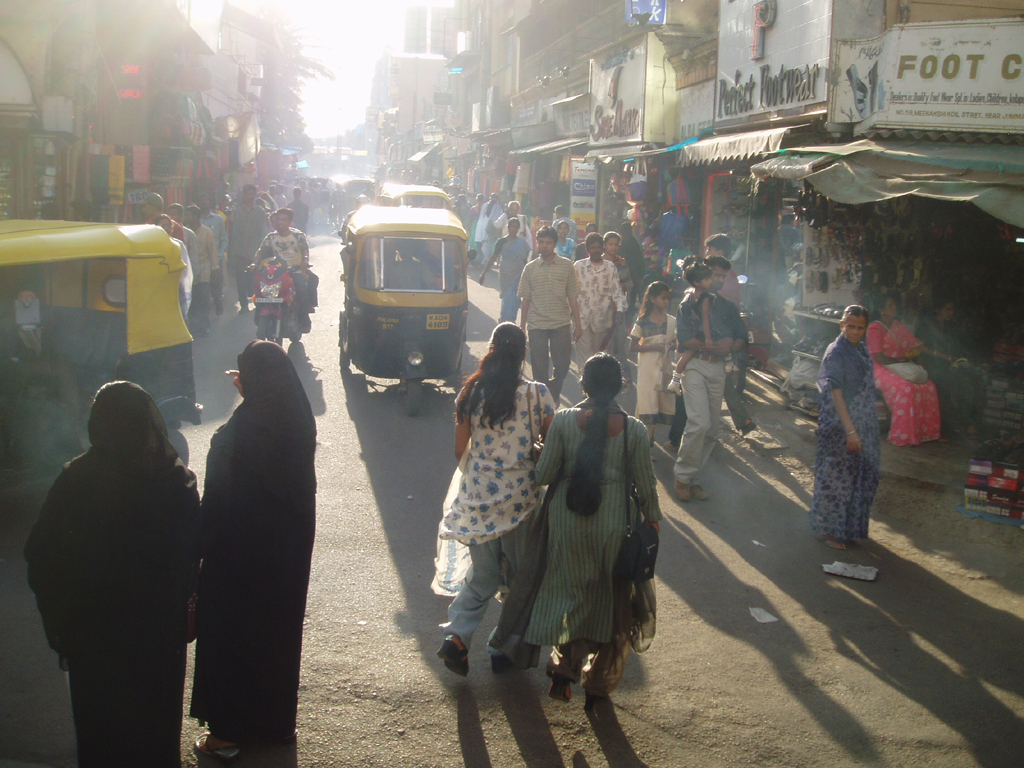
La rue commercial street dans le quartier de Shivajinagar, importante artère commerciale.
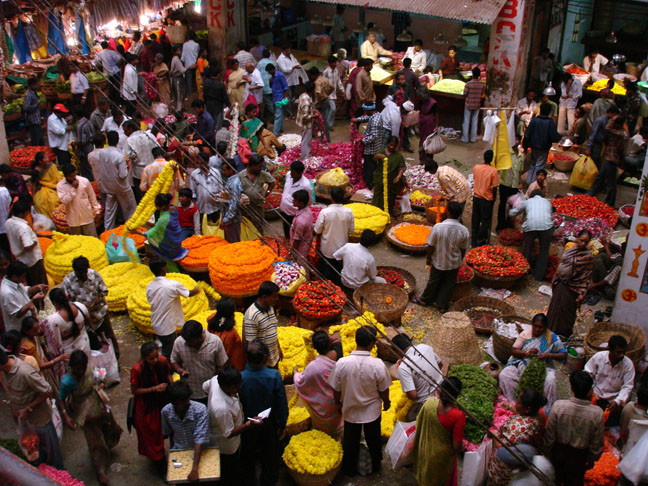
La section des fleuristes du K. R. city market, au sud de la ville.
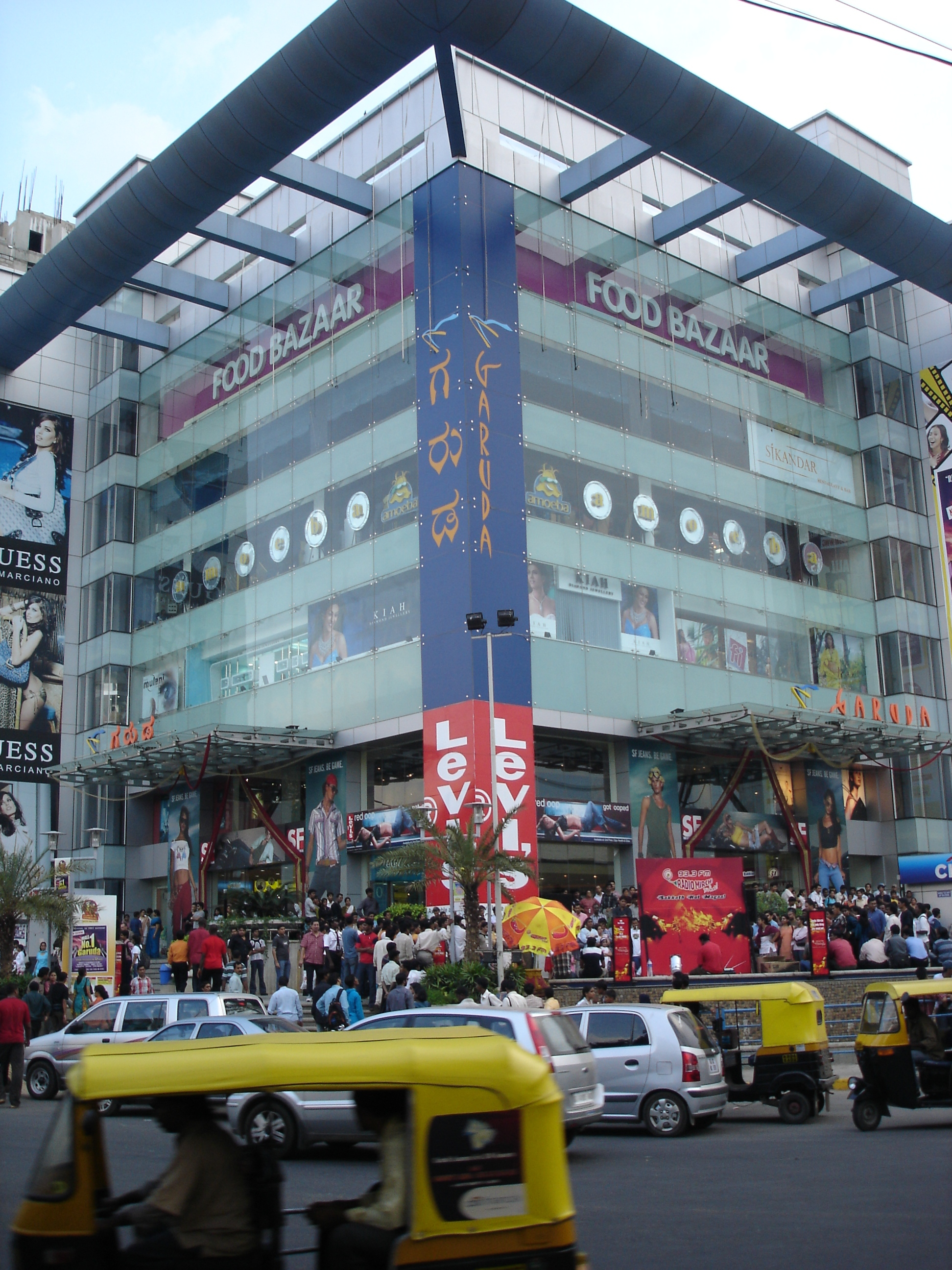
Garuda Mall, un des plus grands centres commerciaux de Bangalore.
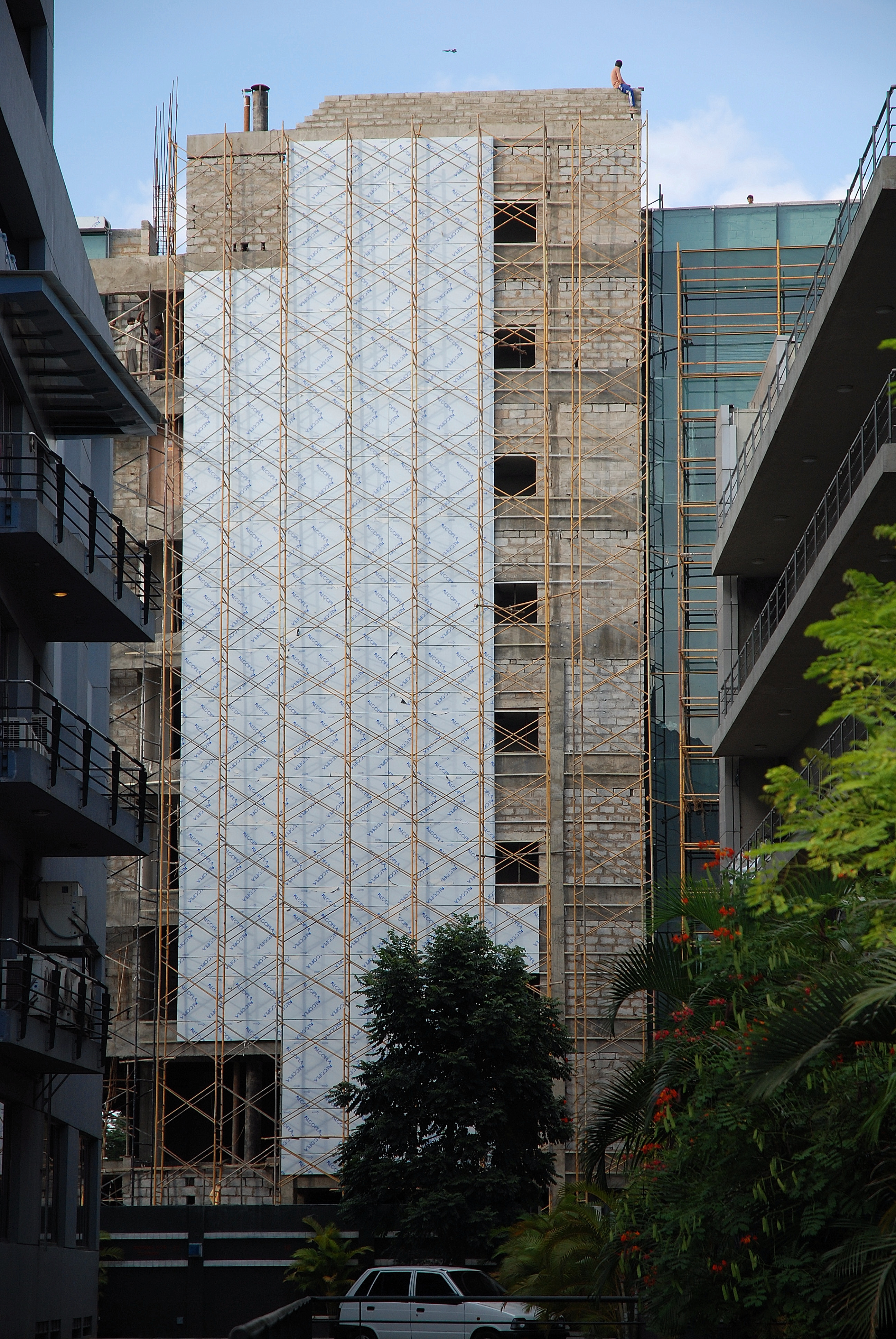
Immeuble de MG road en construction.
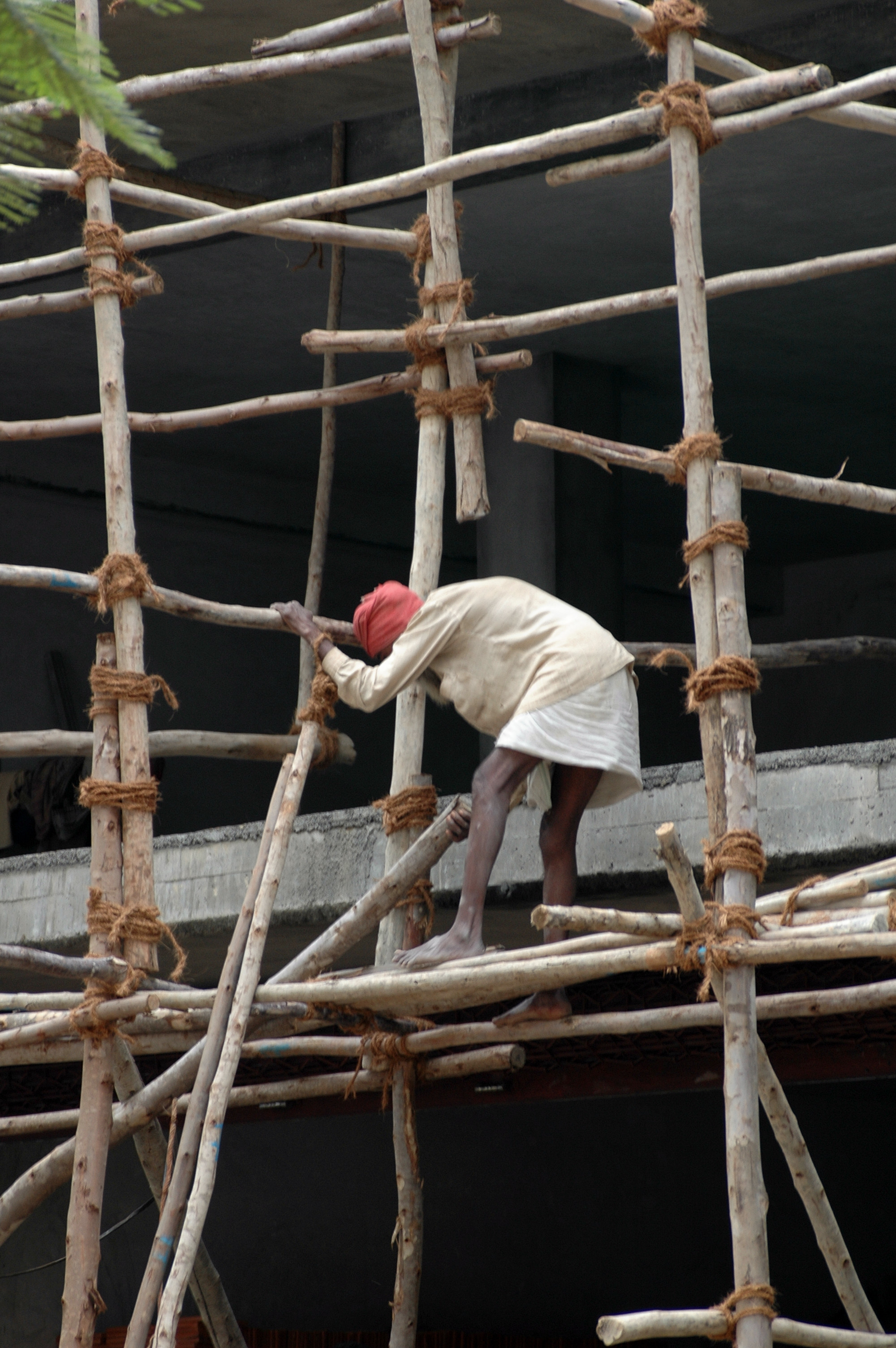
Échafaudage en bois sur 1 Main street.
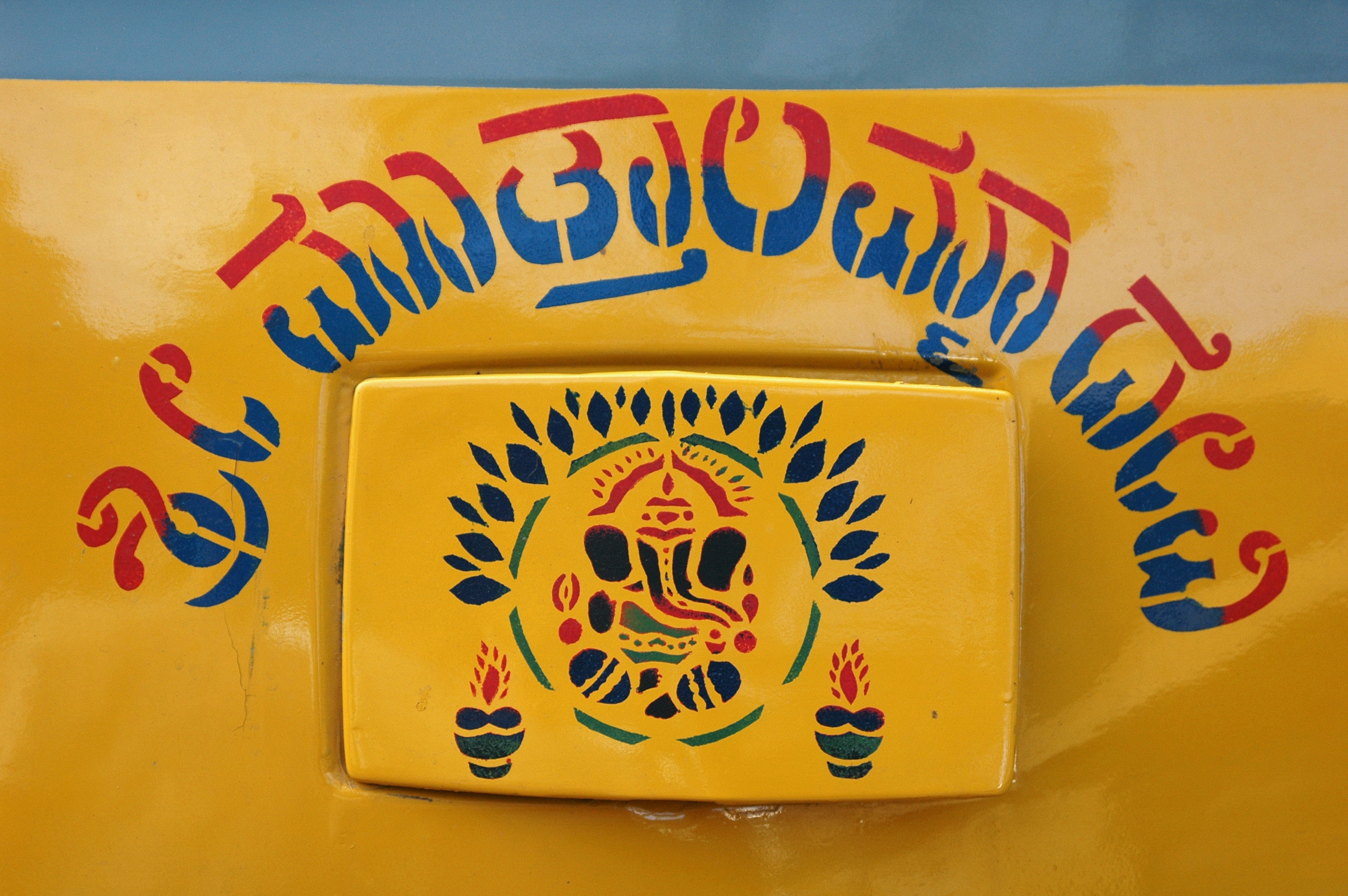
Ganesh protecteur, pochoir sur le capot d'un camion.
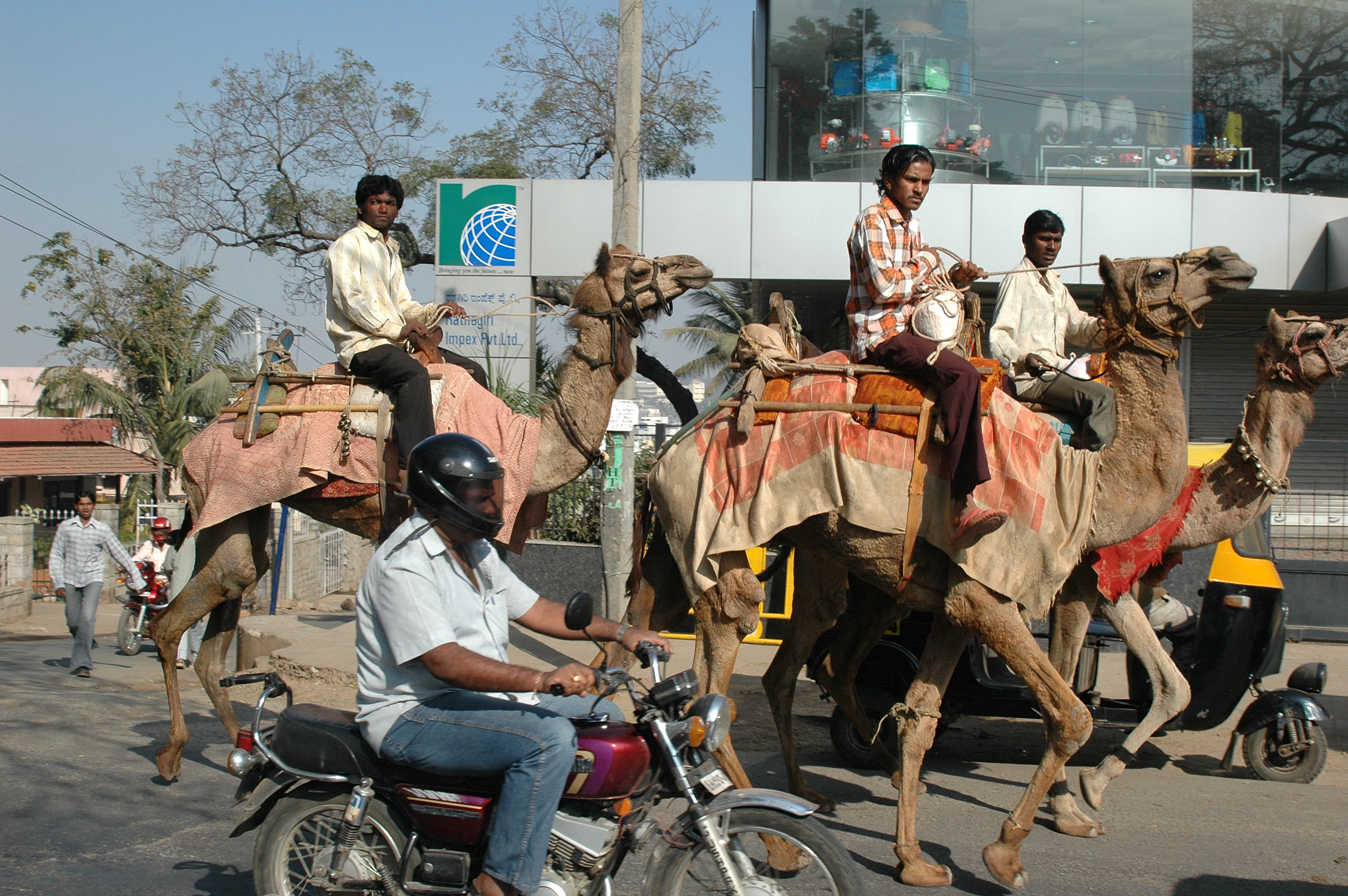
Dromadaires dans la ville.
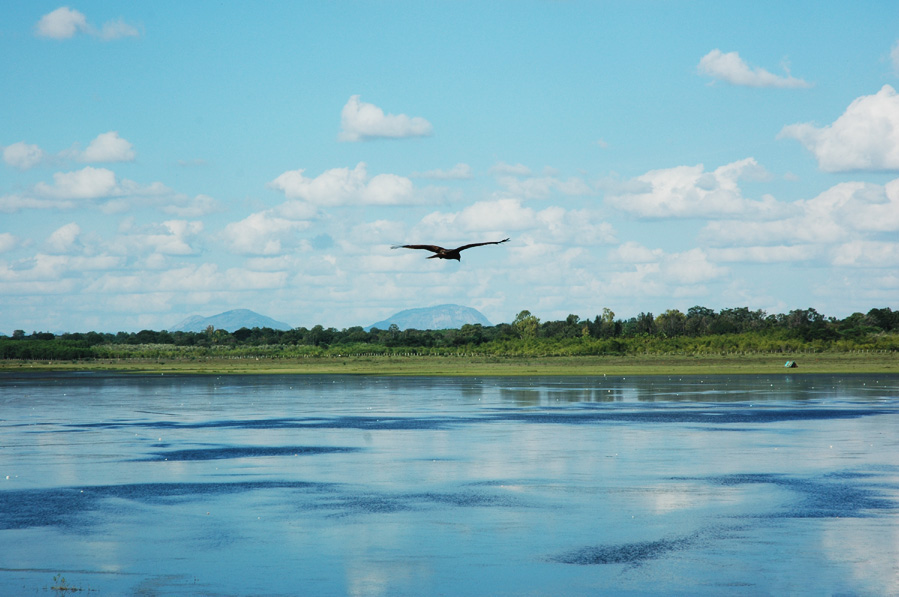
Le lac Hesaraghatta, réservoir artificiel créé en 1894.
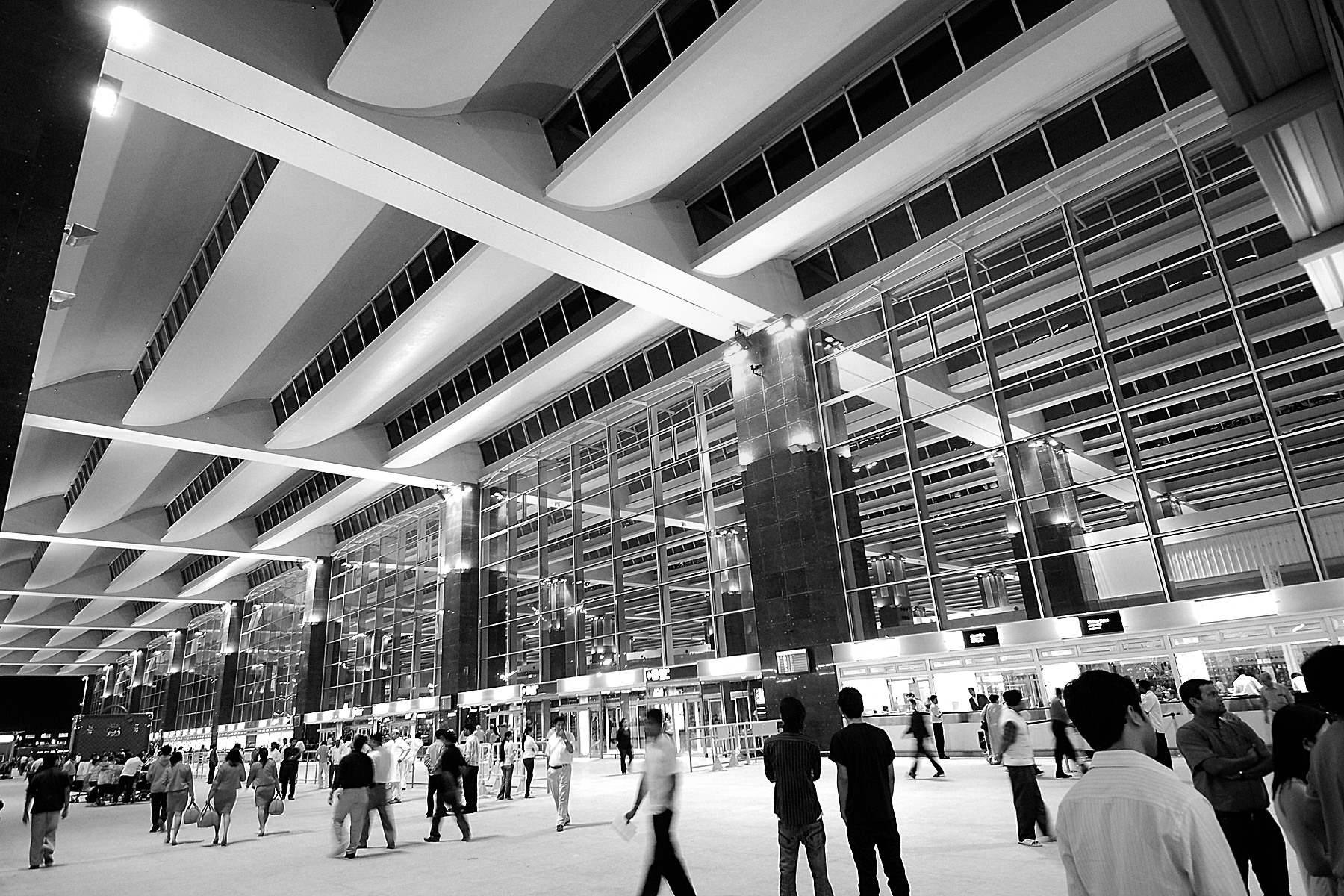
L'aéroport international de Bangalore.
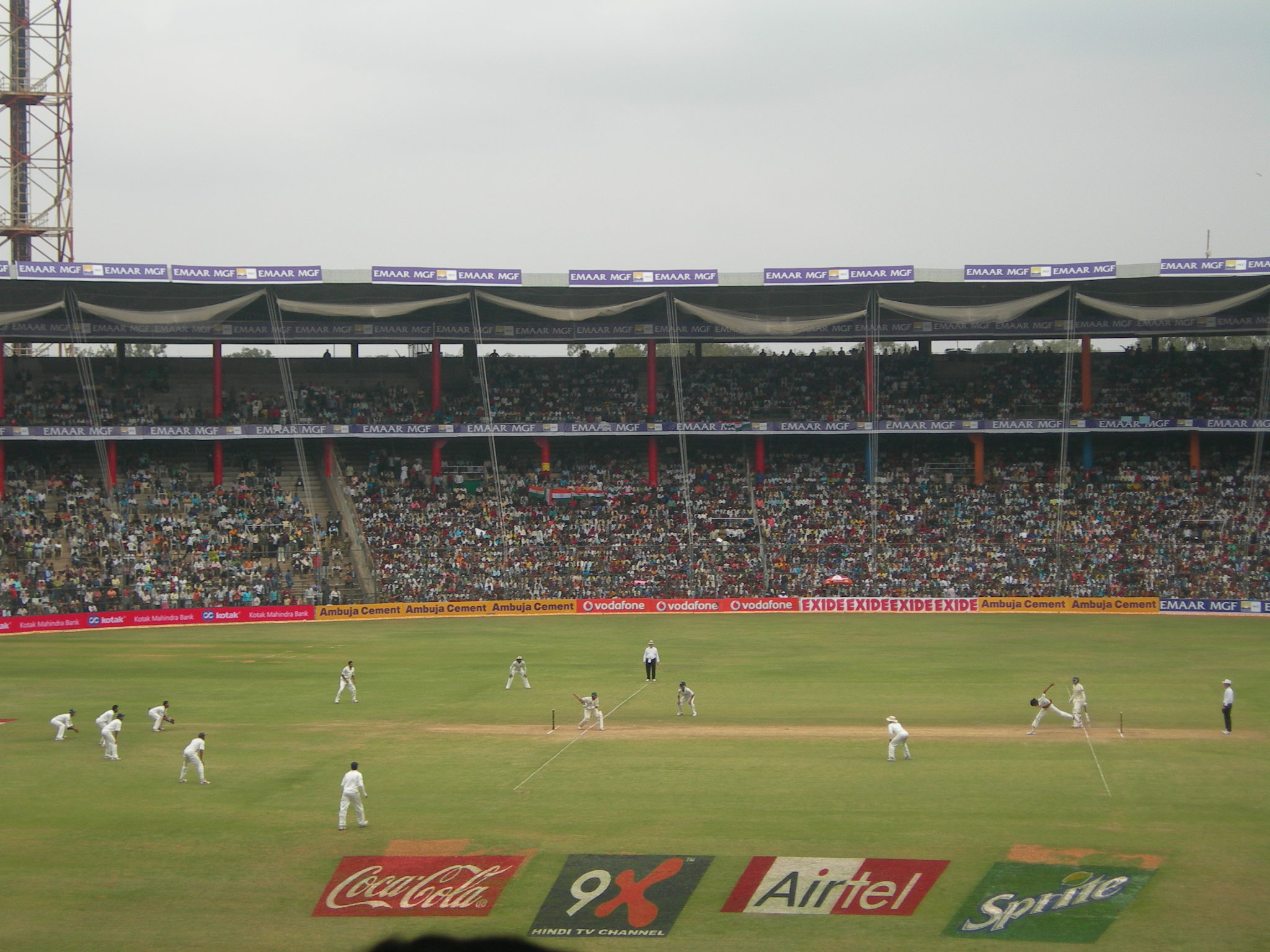
Le stade M. Chinnaswamy.
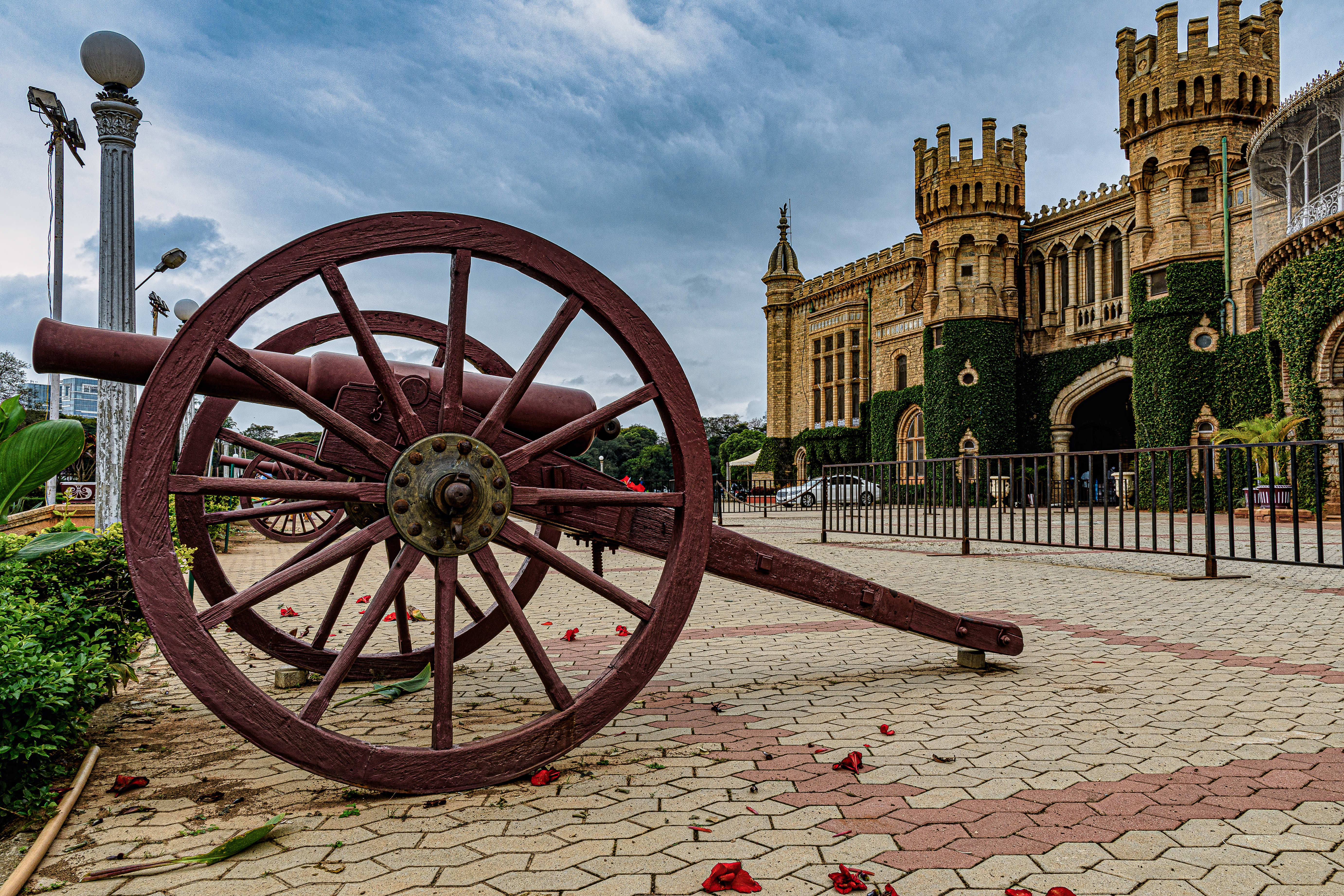
Canon installé devant le Palais de Bangalore (en).
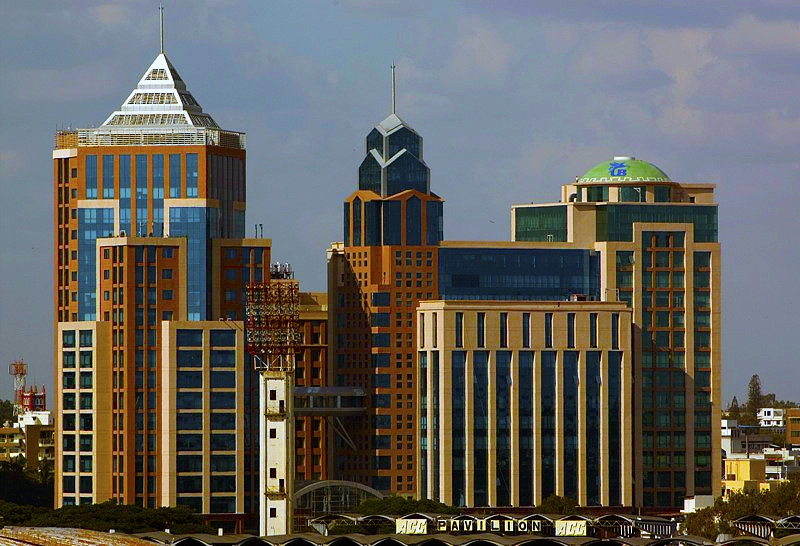
Le centre commercial et d'affaires UB City.
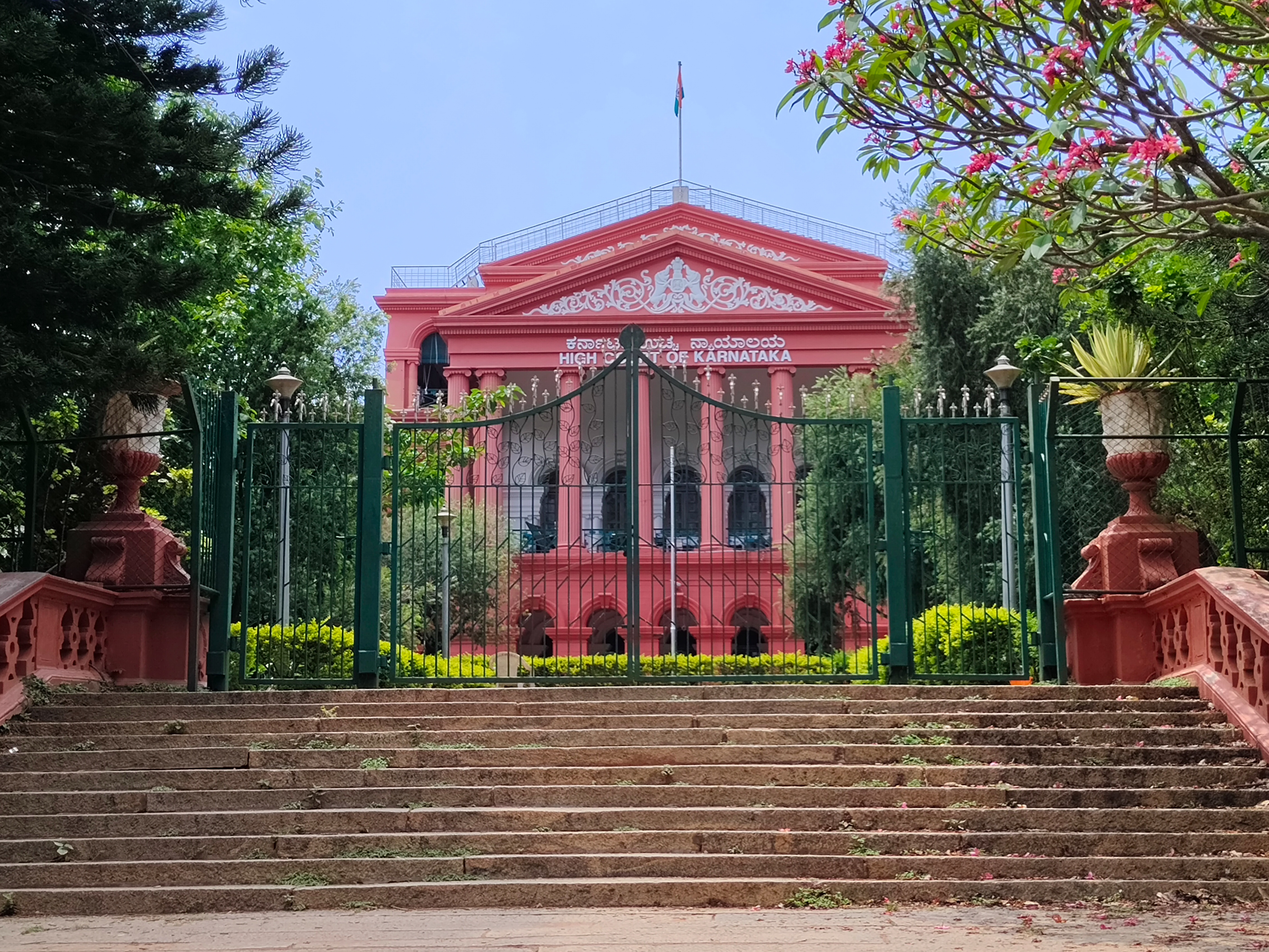
L'Attara Kacheri, siège de la haute cour de justice du Karnataka.
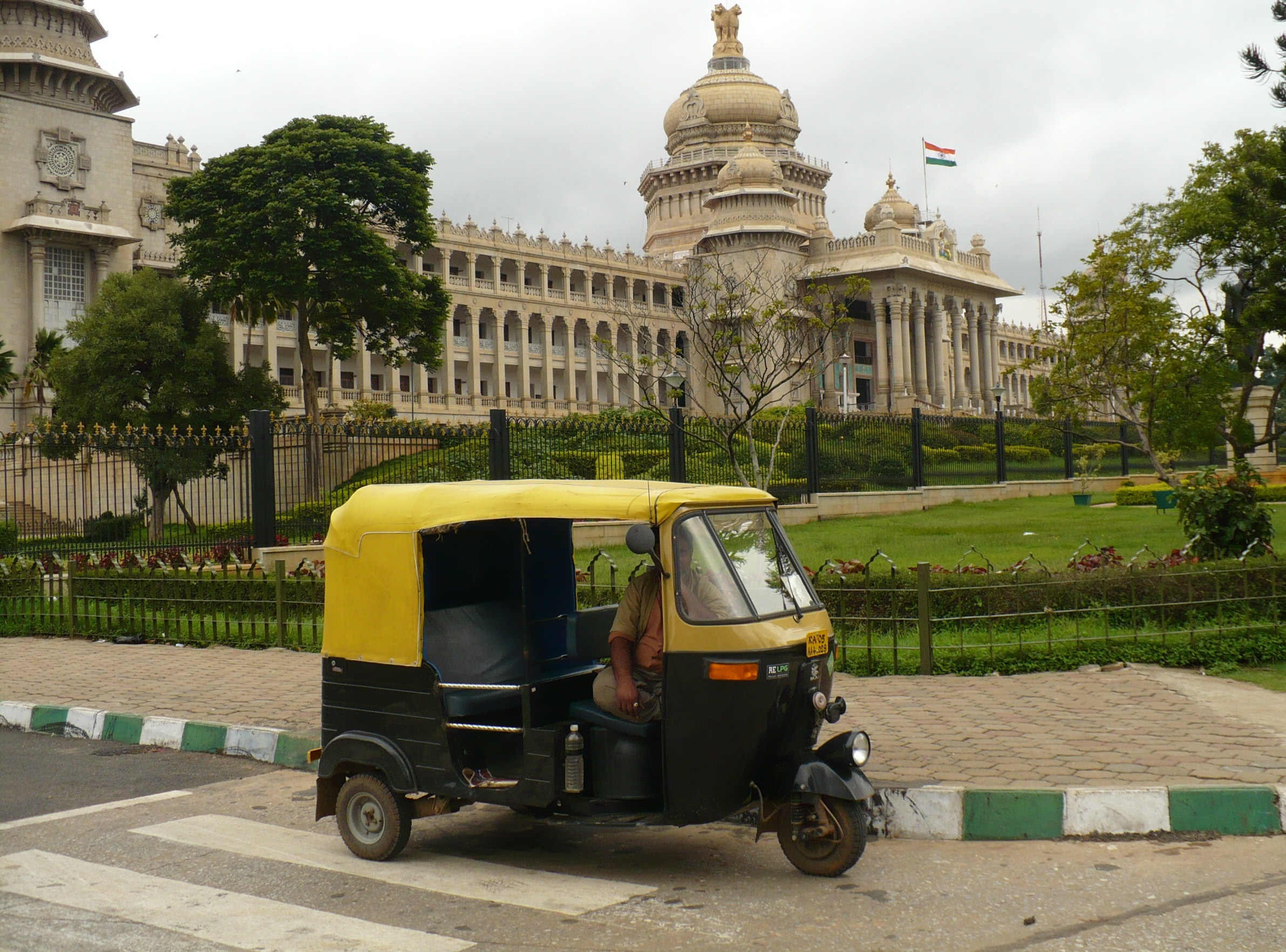
En arrière-plan, le Vidhana Soudha, siège du parlement du Karnataka.
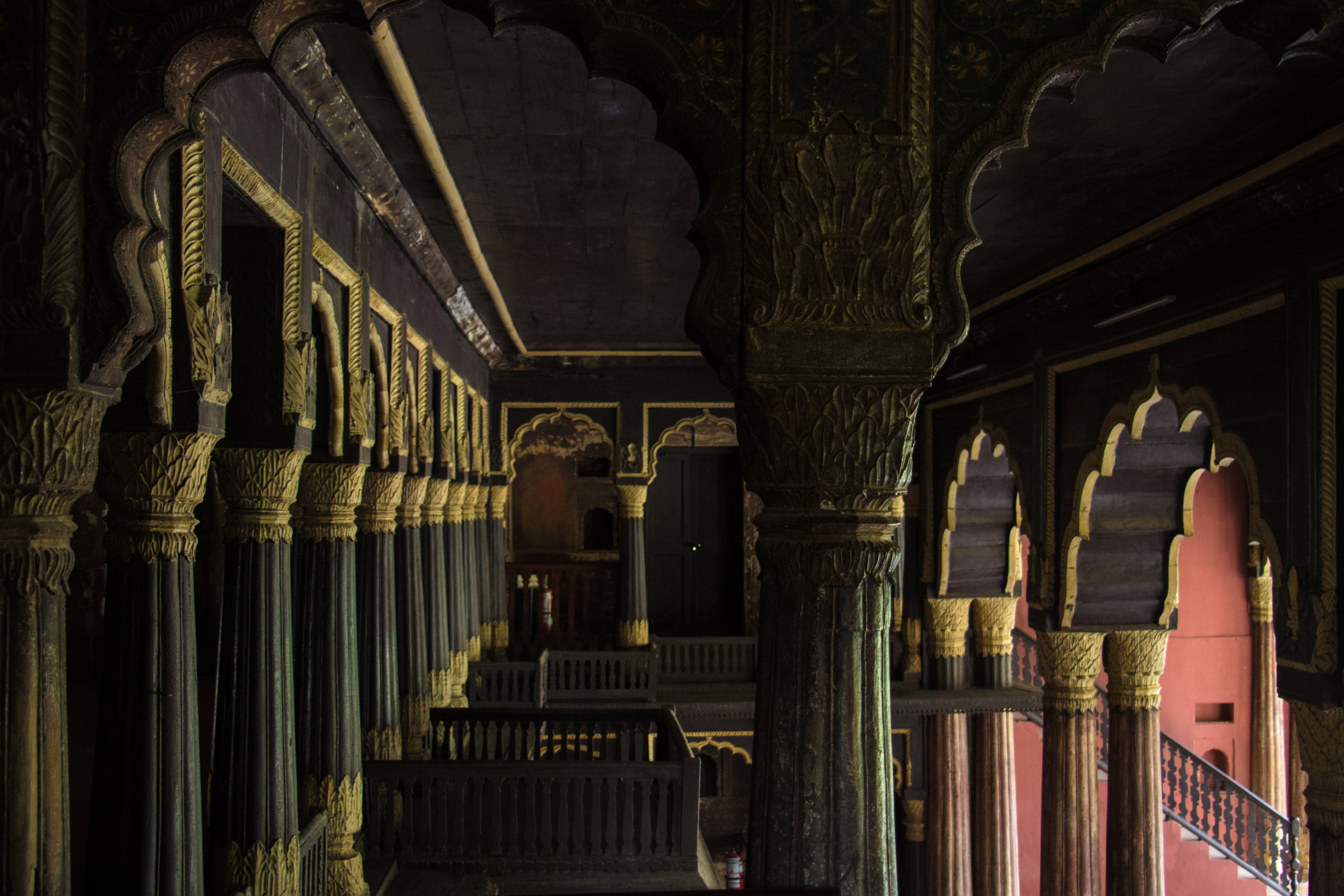
Palais d'été de Tipu Sahib.
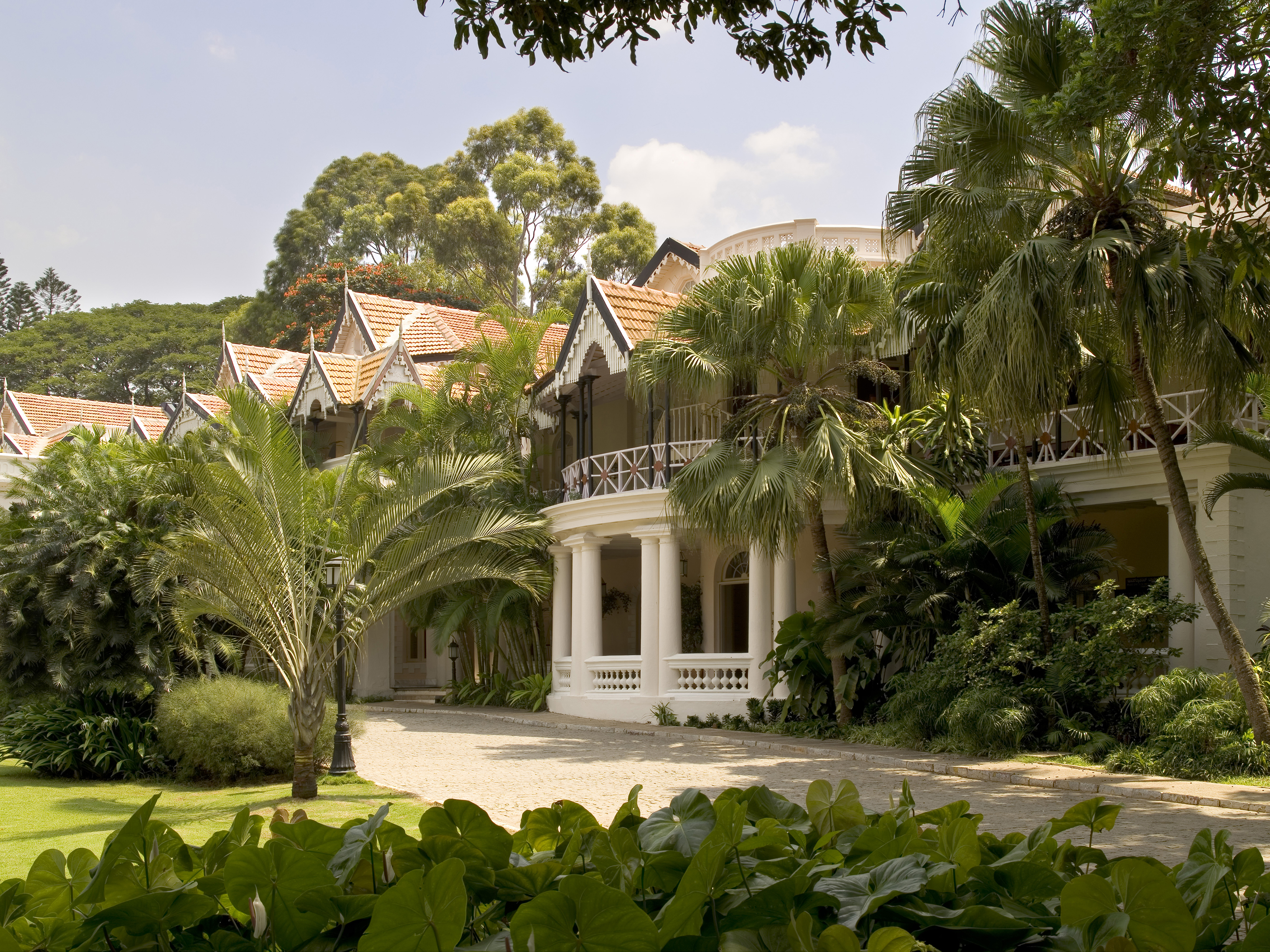
L'ancien Bronson's West End, plus ancien établissement hôtelier de la ville.
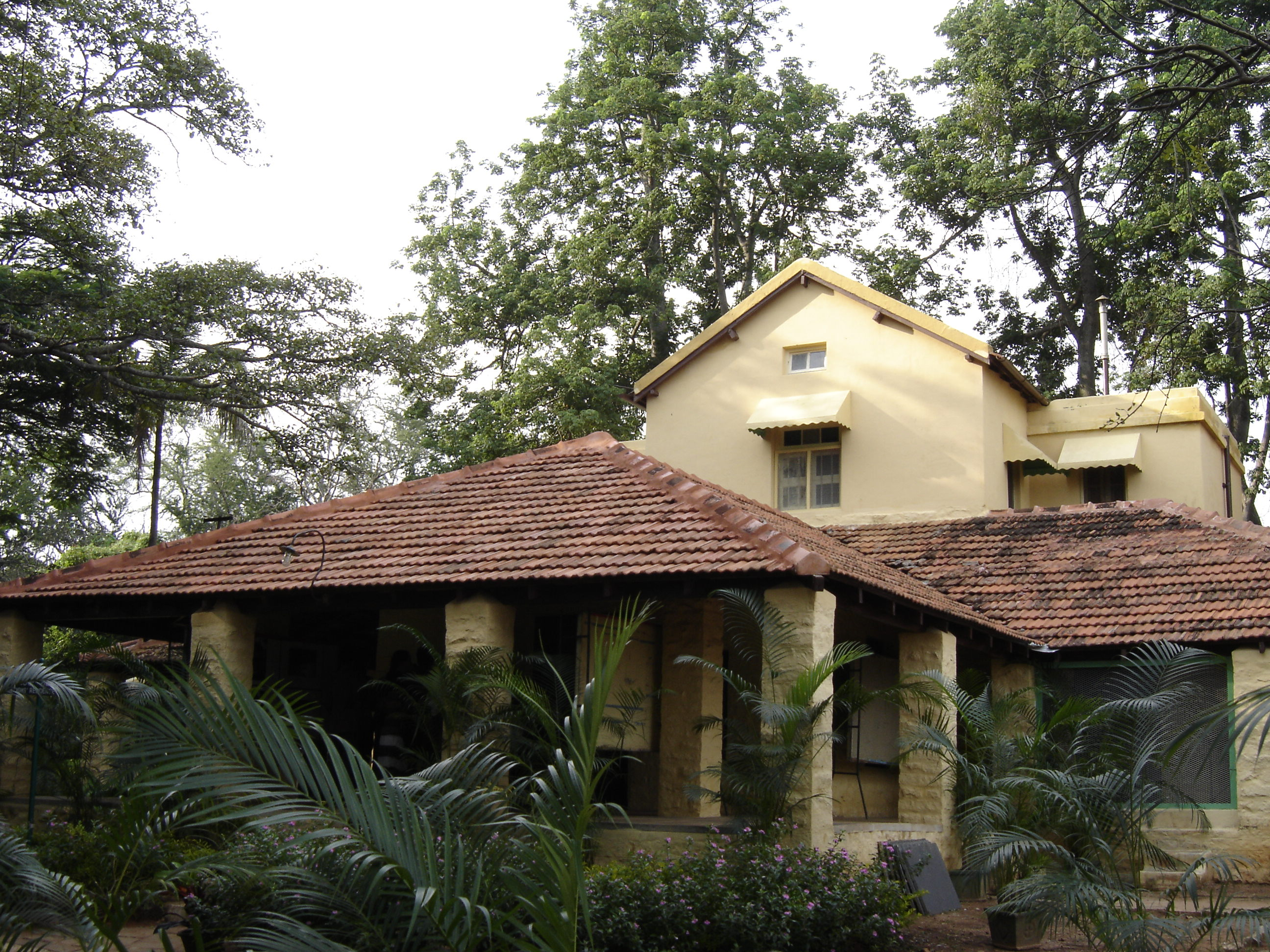
La résidence du peintre russe Svetoslav Roerich et de sa compagne Devika Rani.
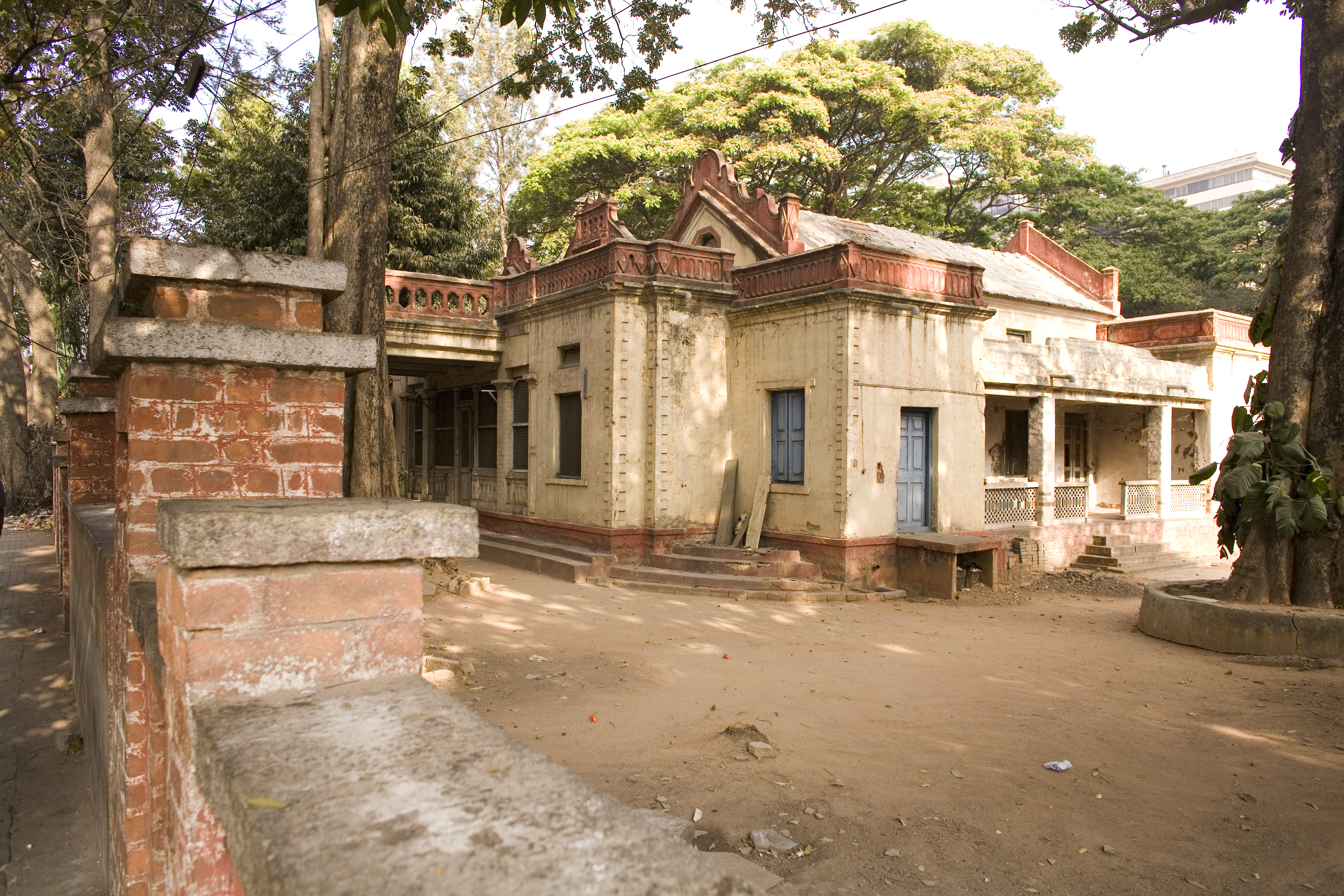
Bungalow de style victorien gothique, archétype urbanistique du vieux-Bangalore.
Temple de Dharmaraya Swamy, dans le cœur historique de la ville.
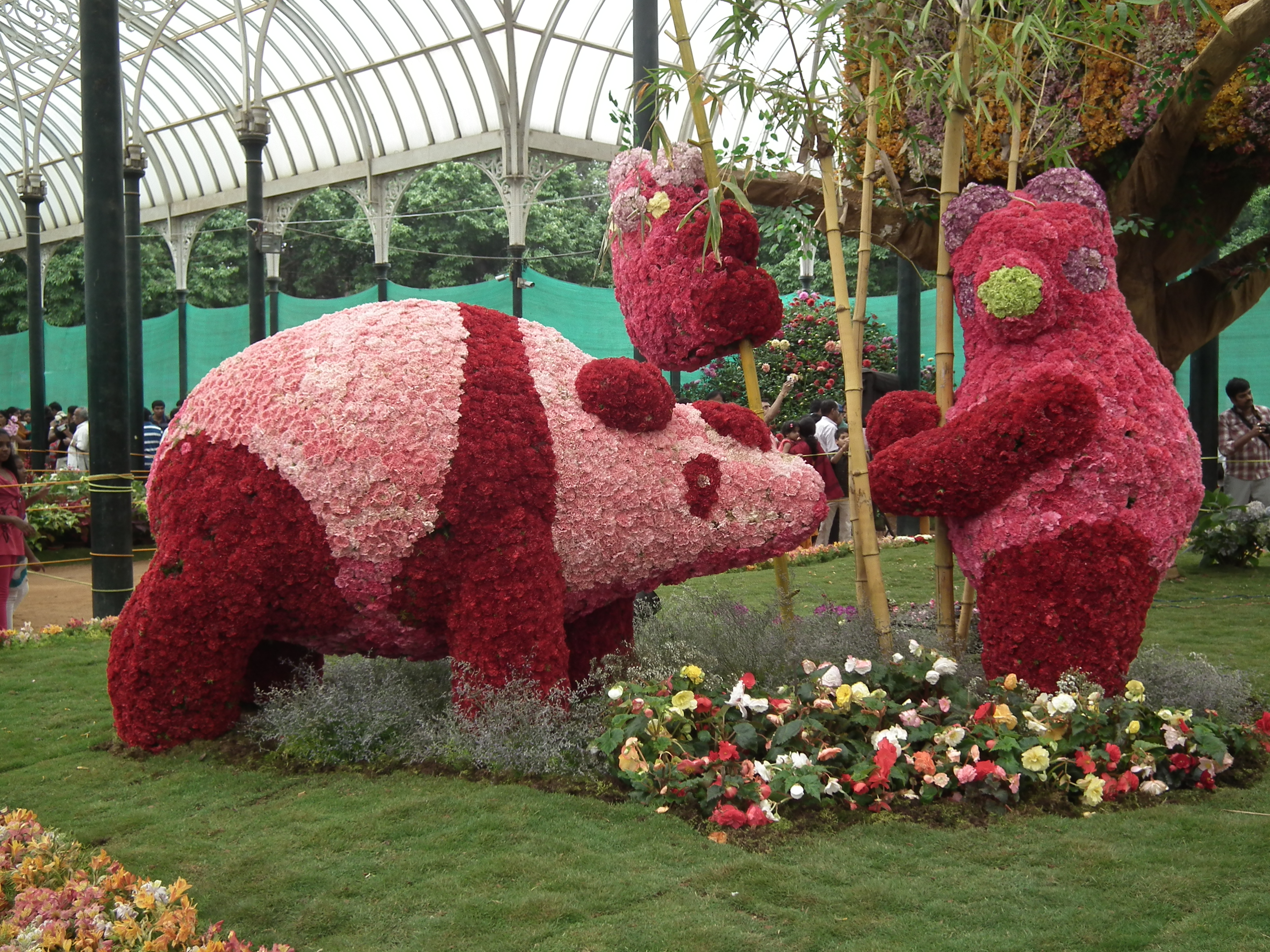
Compositions florales durant l'édition 2012 du Lalbagh Flower Show.
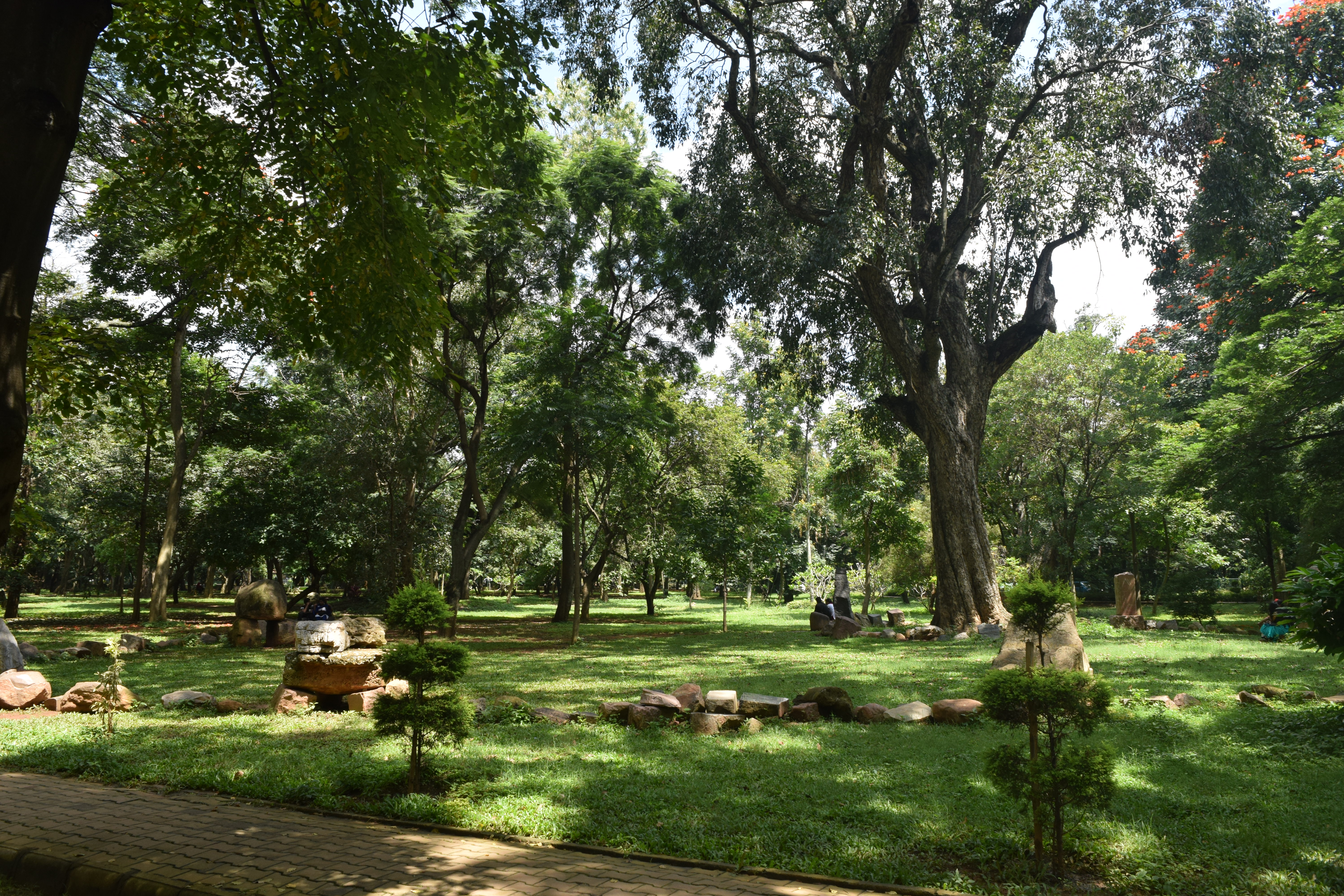
Le Cubbon Park, « Poumon Vert » du centre-ville.